# Circuito Mundial de Voleibol de Praia de 2004
O Circuito Mundial de Voleibol de Praia de 2004 foi uma série de competições internacionais de vôlei de praia organizadas pela Federação Internacional de Voleibol (FIVB). Para a edição 2003, o Circuito incluiu 9 torneios Open para o naipe feminino e 11 torneios Open para o naipe masculino, 3 torneios de Grand Slam para ambos os gêneros.

## Calendário

### Feminino
| Torneio                                                                      | Ouro                                          | Prata                                                | Bronze                                            | Quarto lugar                                      |
| Aberto de Fortaleza Fortaleza, Brasil De 9 a 14 de março de 2004             | Estados UnidosKerri Walsh · Misty May-Treanor | BrasilAdriana Behar · Shelda Bedê                    | BrasilJuliana Silva · Larissa França              | ChinaTian Jia · Wang Fei                          |
| Aberto de Rodes Rodes, Grécia De 19 a 23 de maio de 2004                     | Estados UnidosKerri Walsh · Misty May-Treanor | Estados UnidosHolly McPeak · Elaine Youngs           | BrasilAdriana Behar · Shelda Bedê                 | Estados UnidosJenny Johnson Jordan · Annett Davis |
| Aberto de Xangai Xangai, China De 26 a 30 de maio de 2004                    | Estados UnidosHolly McPeak · Elaine Youngs    | Estados UnidosJenny Johnson Jordan · Annett Davis    | BrasilAdriana Behar · Shelda Bedê                 | ChinaYou Wenhui · Wang Lu                         |
| Aberto de Osaka Osaka, Japão De 2 a 6 de junho de 2004                       | BrasilAdriana Behar · Shelda Bedê             | AustráliaNatalie Cook · Nicole Sanderson             | Suíça Nicole Schnyder-Benoit · Simone Kuhn        | GréciaEffrosyni Sfyri · Vasso Karadassiou         |
| Aberto de Gstaad Gstaad, Suíça De 15 a 19 de junho de 2004                   | Estados UnidosKerri Walsh · Misty May-Treanor | BrasilAdriana Behar · Shelda Bedê                    | Estados UnidosHolly McPeak · Elaine Youngs        | BrasilAna Paula Henkel · Sandra Pires             |
| Grand Slam de Berlim Berlim, Alemanha De 22 a 26 de junho de 2004            | BrasilAdriana Behar · Shelda Bedê             | CubaTamara Larrea Peraza · Dalixia Fernández Grasset | Estados UnidosHolly McPeak · Elaine Youngs        | AlemanhaSusanne Lahme · Danja Müsch               |
| Aberto de Stavanger Stavanger, Noruega De 29 de junho a 3 de julho de 2004   | Estados UnidosHolly McPeak · Elaine Youngs    | Estados UnidosJenny Johnson Jordan · Annett Davis    | Estados UnidosKerri Walsh · Rachel Wacholder      | CanadáGuylaine Dumont · Annie Martin              |
| Aberto de Mallorca Mallorca, Espanha De 6 a 10 de julho de 2004              | BrasilJuliana Silva · Larissa França          | AlemanhaSusanne Lahme · Danja Müsch                  | ChéquiaSoňa Nováková · Eva Celbová                | AustráliaKerri Pottharst · Summer Lochowicz       |
| Grand Slam de Marseille Marseille, França De 13 a 18 de julho de 2004        | Estados UnidosKerri Walsh · Rachel Wacholder  | Estados UnidosJenny Johnson Jordan · Annett Davis    | BrasilJuliana Silva · Larissa França              | Estados UnidosNancy Mason · Carrie Busch          |
| Grand Slam de Klagenfurt Klagenfurt, Áustria De 28 a 31 de julho de 2004     | Estados UnidosKerri Walsh · Rachel Wacholder  | BrasilAdriana Behar · Shelda Bedê                    | Estados UnidosJenny Johnson Jordan · Annett Davis | Estados UnidosHolly McPeak · Elaine Youngs        |
| Aberto de Milão Milão, Itália De 1 a 5 de setembro de 2004                   | BrasilAdriana Behar · Shelda Bedê             | BrasilRenata Trevisan Ribeiro · Shaylyn Bedê         | ChéquiaSoňa Nováková · Eva Celbová                | Suíça Nicole Schnyder-Benoit · Simone Kuhn        |
| Aberto do Rio de Janeiro Rio de Janeiro, Brasil De 1 a 5 de setembro de 2004 | BrasilAna Paula Henkel · Sandra Pires         | BrasilAdriana Behar · Shelda Bedê                    | BrasilJuliana Silva · Larissa França              | BrasilÂngela Lavalle · Mônica Paludo              |

### Masculino
| Torneio                                                                            | Ouro                                        | Prata                                       | Bronze                                             | Quarto lugar                                       |
| Aberto de Salvador Salvador (Bahia), Brasil De 16 a 21 de março de 2004            | BrasilRicardo Alex Santos · Emanuel Rego    | Suíça Stefan Kobel · Patrick Heuscher       | ArgentinaMariano Baracetti · Martín Conde          | AlemanhaMarkus Dieckmann · Jonas Reckermann        |
| Aberto de Cidade do Cabo Cidade do Cabo, África do Sul De 23 a 28 de março de 2004 | BrasilTande · Franco Neto                   | BrasilRicardo Alex Santos · Emanuel Rego    | BrasilBenjamin Insfran · Harley Marques            | ÁustriaPeter Gartmayer · Robert Nowotny            |
| Aberto de Lianyungang Lianyungang, China De 19 a 23 de maio de 2004                | EspanhaJavier Bosma · Pablo Herrera         | BrasilRicardo Alex Santos · Emanuel Rego    | BrasilPedro Cunha · Rogério "Pará"                 | Estados UnidosTodd Rogers · Sean Scott             |
| Aberto de Budva Budva, Montenegro De 26 a 30 de maio de 2004                       | BrasilRicardo Alex Santos · Emanuel Rego    | AlemanhaMarkus Dieckmann · Jonas Reckermann | Suíça Stefan Kobel · Patrick Heuscher              | EstóniaKristjan Kais · Rivo Vesik                  |
| Aberto de Espinho Espinho, Portugal De 2 a 6 de junho de 2004                      | BrasilRicardo Alex Santos · Emanuel Rego    | NoruegaJørre Kjemperud · Vegard Høidalen    | BrasilBenjamin Insfran · Márcio Araújo             | AlemanhaMarkus Dieckmann · Jonas Reckermann        |
| Aberto de Carolina Carolina (Porto Rico), Porto Rico De 9 a 13 de junho de 2004    | BrasilPedro Cunha · Rogério "Pará"          | ArgentinaMariano Baracetti · Martín Conde   | BrasilTande · Franco Neto                          | Estados UnidosDax Holdren · Stein Metzger          |
| Aberto de Gstaad Gstaad, Suíça De 16 a 20 de junho de 2004                         | Suíça Stefan Kobel · Patrick Heuscher       | AlemanhaMarkus Dieckmann · Jonas Reckermann | BrasilRicardo Alex Santos · Emanuel Rego           | BrasilBenjamin Insfran · Márcio Araújo             |
| Grand Slam de Berlim Berlim, Alemanha De 23 a 26 de junho de 2004                  | AlemanhaMarkus Dieckmann · Jonas Reckermann | Suíça Paul Laciga · Martin Laciga           | ArgentinaMariano Baracetti · Martín Conde          | BrasilRicardo Alex Santos · Emanuel Rego           |
| Aberto de Stavanger Stavanger, Noruega De 1 a 4 de julho de 2004                   | BrasilRicardo Alex Santos · Emanuel Rego    | AlemanhaDavid Klemperer · Niklas Rademacher | BrasilTande · Franco Neto                          | AlemanhaChristoph Dieckmann · Andreas Scheuerpflug |
| Aberto de Mallorca Mallorca, Espanha De 7 a 11 de julho de 2004                    | Suíça Paul Laciga · Martin Laciga           | Suíça Sascha Heyer · Markus Egger           | BrasilFábio Luiz Magalhães · Paulo Emílio Silva    | ArgentinaMariano Baracetti · Martín Conde          |
| Grand Slam de Marseille Marseille, França De 14 a 18 de julho de 2004              | BrasilBenjamin Insfran · Márcio Araújo      | Suíça Stefan Kobel · Patrick Heuscher       | ArgentinaMariano Baracetti · Martín Conde          | Estados UnidosTodd Rogers · Sean Scott             |
| Aberto de Stare Jablonki Stare Jablonki, Polônia De 21 a 25 de julho de 2004       | BrasilRicardo Alex Santos · Emanuel Rego    | BrasilTande · Franco Neto                   | NoruegaJørre Kjemperud · Vegard Høidalen           | Suíça Stefan Kobel · Patrick Heuscher              |
| Grand Slam de Klagenfurt Klagenfurt, Áustria De 28 de julho A 1 de agosto de 2004  | BrasilRicardo Alex Santos · Emanuel Rego    | BrasilTande · Franco Neto                   | AlemanhaChristoph Dieckmann · Andreas Scheuerpflug | BrasilBenjamin Insfran · Márcio Araújo             |
| Aberto do Rio de Janeiro Rio de Janeiro, Brasil De 1 a 5 de setembro de 2004       | AlemanhaMarkus Dieckmann · Jonas Reckermann | Suíça Stefan Kobel · Patrick Heuscher       | Suíça Sascha Heyer · Markus Egger                  | BrasilRicardo Alex Santos · Emanuel Rego           |

## Quadro de medalhas
| Ordem | País           | Medalha de ouro | Medalha de prata | Medalha de bronze | Total |
| ----- | -------------- | --------------- | ---------------- | ----------------- | ----- |
| 1.    | Brasil         | 14              | 9                | 13                | 36    |
| 2.    | Estados Unidos | 7               | 4                | 4                 | 15    |
| 3.    | Suíça          | 2               | 5                | 2                 | 9     |
| 4.    | Alemanha       | 2               | 4                | 1                 | 7     |
| 5.    | Espanha        | 1               | 0                | 0                 | 1     |
| 6.    | Argentina      | 0               | 1                | 3                 | 4     |
| 7.    | Noruega        | 0               | 1                | 1                 | 2     |
| 8.    | Austrália      | 0               | 1                | 0                 | 1     |
| 8.    | Cuba           | 0               | 1                | 0                 | 1     |
| 10.   | Chéquia        | 0               | 0                | 2                 | 2     |